# Upside Down
Upside Down – piosenka stworzona i wykonywana przez Jacka Johnsona. Jest pierwszym utworem na wydanym w 2006 roku soundtracku Sing-A-Longs and Lullabies for the Film Curious George. W lutym 2006 roku piosenka została wydana jako singel.